# 海南島

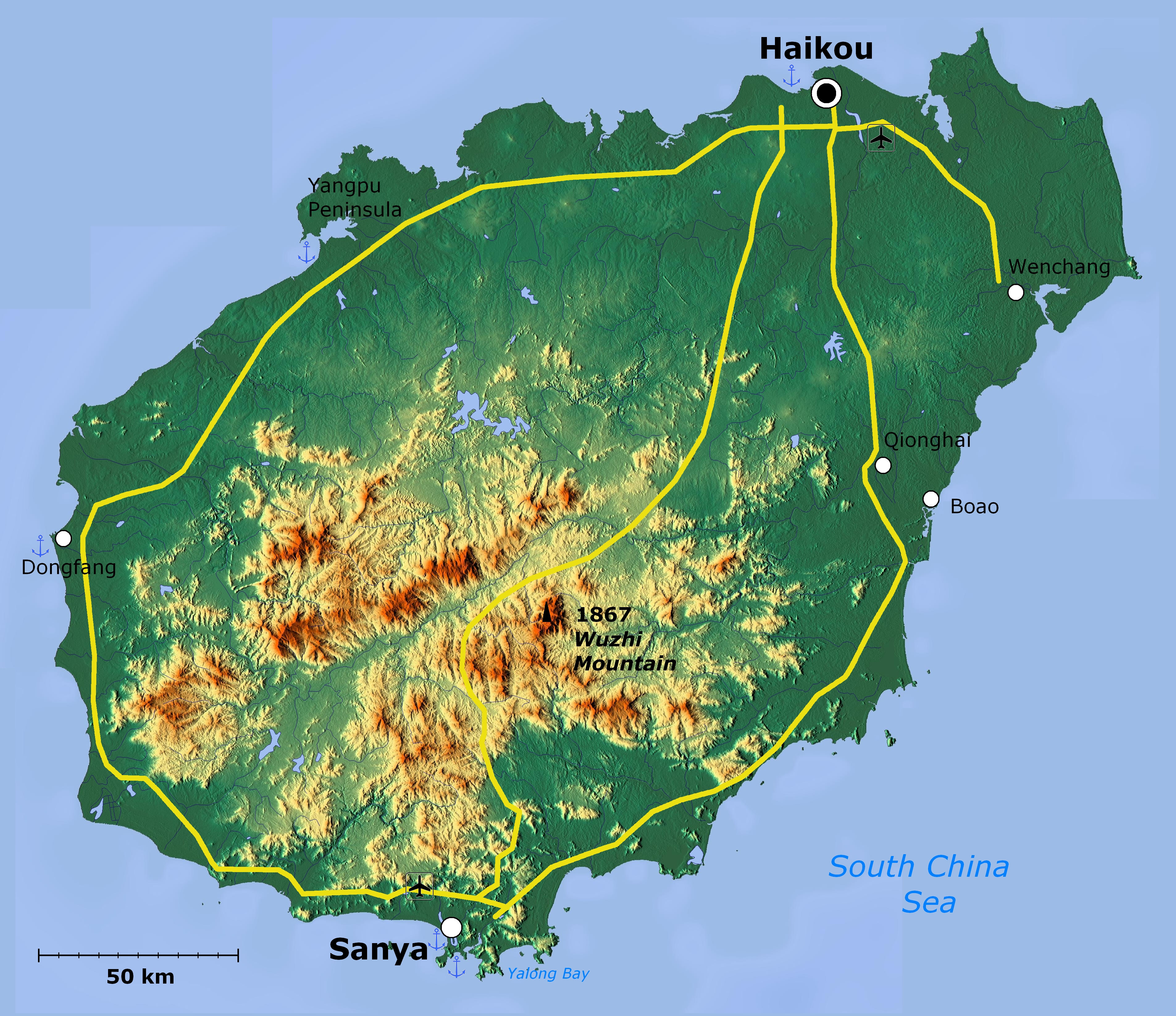
海南島の地形図

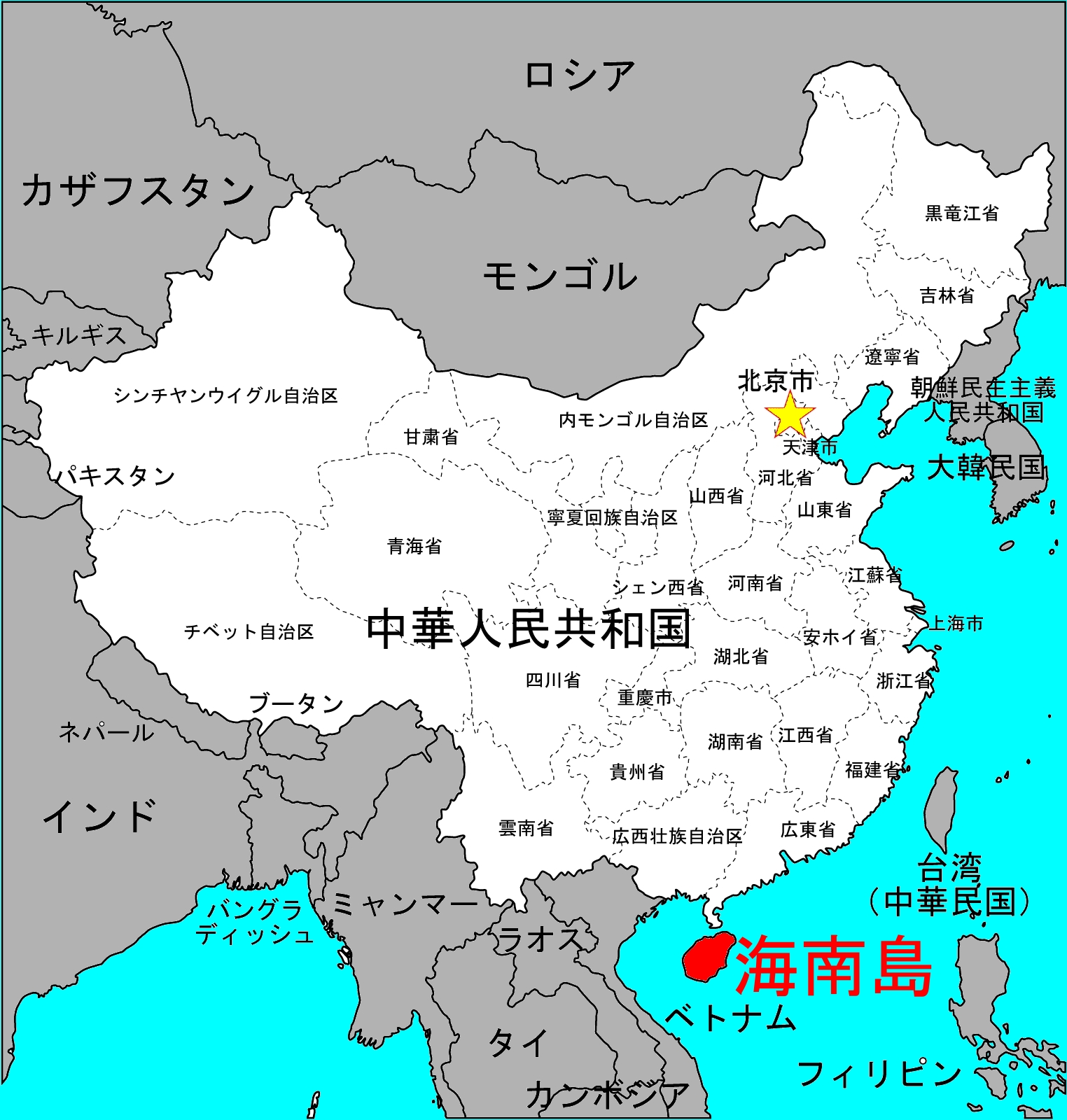
海南島の位置

1820-1875年の海南島の地図

海南島（かいなんとう、ハイナンとう、簡体字中国語: 海南岛、拼音: Hǎinán Dǎo ハイナン ダオ）は、南シナ海北部に位置する中華人民共和国の島。

## 概要
海南島は中華人民共和国海南省の大部分を占める。広東省雷州半島から、瓊州海峡を挟んで南方に位置する。東西約300 km、南北約180 kmで、面積は33,210 km2。九州より1割程度小さい。人口は867万人（2010年）。東と南は南シナ海、西はトンキン湾に面する。中華人民共和国の島の中では最大であり、世界の島の中では、ユージヌィ島（ノヴァヤゼムリャ南島）に次ぐ第42位の大きさである。
古来から黎族（リー族）、苗族（ミャオ族）、壮族（チワン族）など少数民族が住む。
1950年4月30日、中国人民解放軍が島を占領して中華人民共和国の支配下に置かれる。その後は広東省に属していたが、1988年に分離して海南省になり、同時に経済特区となって漢族人口が急増した。2010年に中国政府が「国際観光島」として大規模開発とノービザ・免税などによる観光産業の推進に乗り出すと、投機資金も流入して地価が急激に高騰した。別名、「中国のハワイ」。
2001年以降、毎年ボアオ・アジア・フォーラム（世界経済フォーラムのアジア版）が開催されている。

## 地形
海南島の地形は複雑である。北部には台状の平地または起伏が小さい丘陵が広く見られ、その大部分は火山の噴火による玄武岩あるいは浅海に堆積した粘土層から構成され、標高はおおむね100mである。
中南部には高くて険しい山岳地帯がある。この山地を構成する岩石は、大部分が花崗岩である。山脈の配列方向は、対岸にあたる広東省の陸地の山脈とほぼ一致し、主として北東から南西に走っている。そのうち特に目立つ山脈は、東よりの五指山脈、中央の黎母嶺山脈、あるいは鸚哥嶺山脈、西よりの壩王嶺あるいは雅加大嶺山脈の3つの山脈である。これらの山脈の中では五指山が最も高く、なかでも中指山が最高で1,840メートルの標高があり、これは広東省で2番目の高峰である。
海南島の主要河川は、その多くが山脈の走向に沿って海に注いでいる。その他の河川は中央から四方へ奔流して海へとつながり、その水力資源は豊富である。全島を通じ海に注ぐ河川は大小154以上もあるが、そのなかで南渡河・昌化江・萬泉河の3河川が最も大きい。このほか北西部を流れる海頭渓・北門江・文瀾水や、南部の楽羅渓・寧遠河・陵水河・大陽河なども比較的大きな河川である。

## 気候および植生
北部が温帯気候、南部が熱帯気候に属する。
海南島は降水量に十分恵まれている。年降水量は1,500ミリメートル以上、東部では2,000 - 2,800ミリメートルに達するので、水稲・さとうきび・落花生などの栽培に適し、水稲は1年3作である。同時にここではゴム・アブラヤシ・胡椒・コーヒーノキ・サイザル麻・レイシ・竜眼・ココヤシなどが盛んに栽培され、中国における熱帯・亜熱帯性作物の主要な産地となっている。また木材資源もきわめて豊富で、木材用樹木だけでも800種以上が存在する。

## 経済

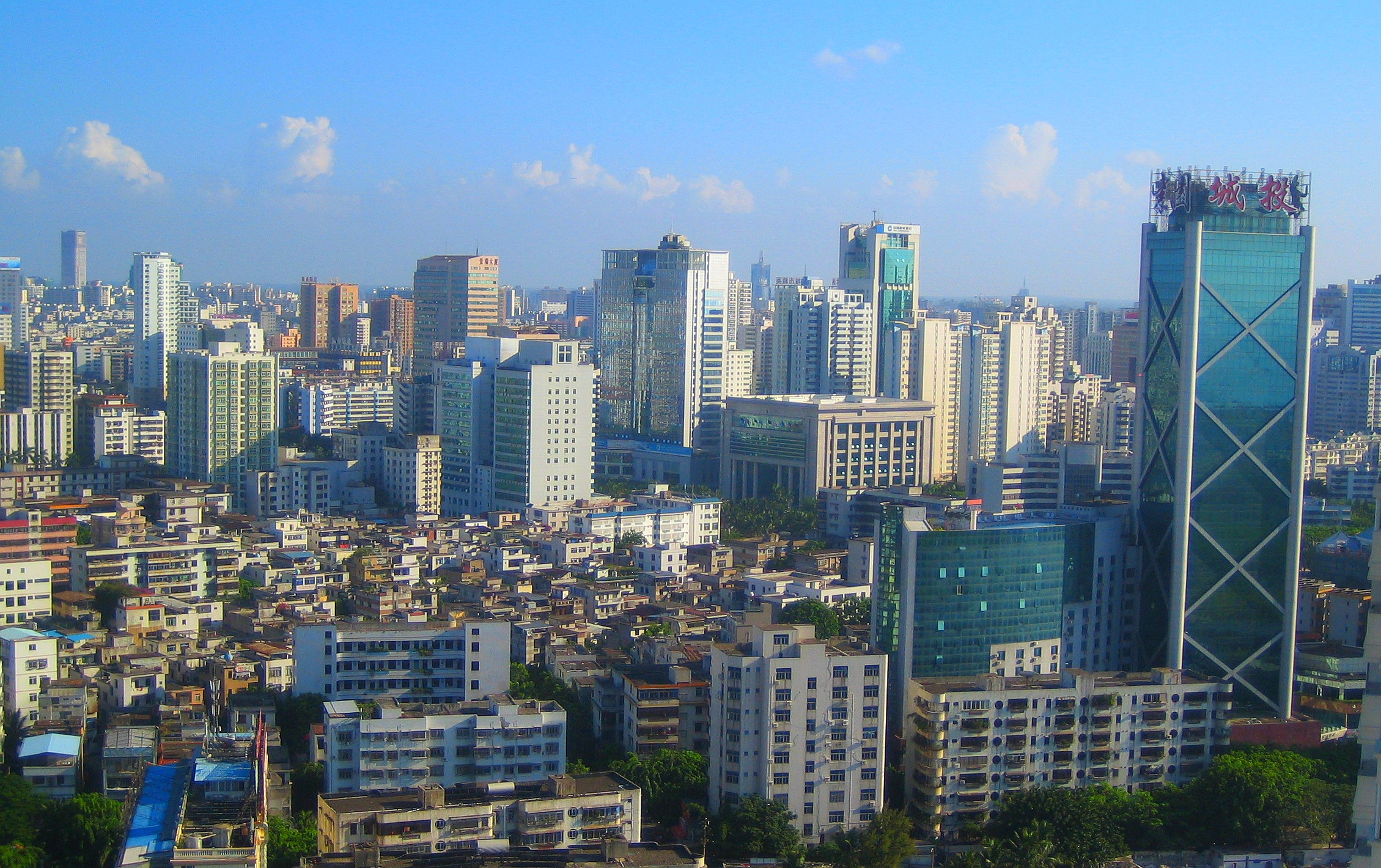
海口市

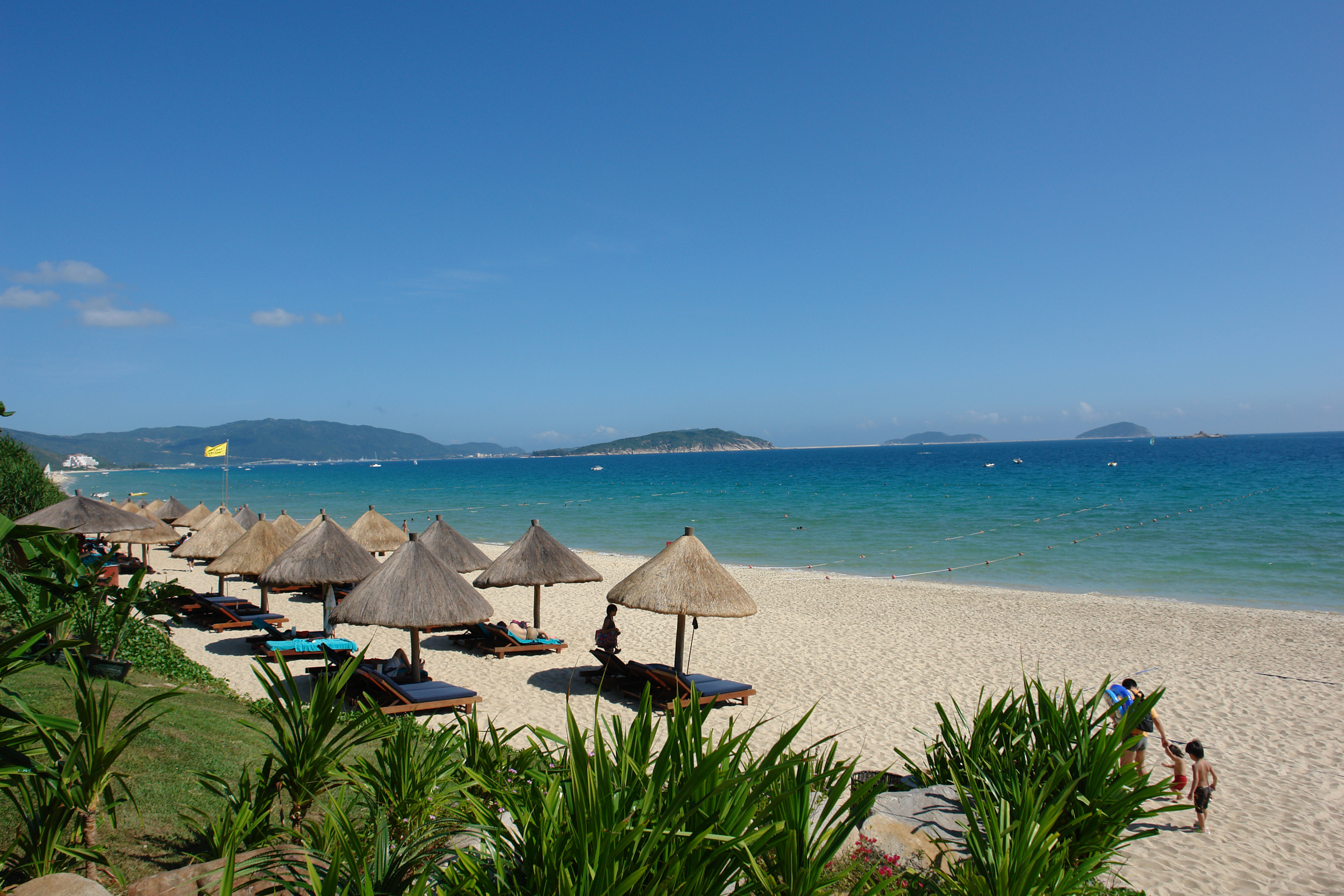
三亜市

海南島の主要産業は農業で、輸出の大半を占める。省への昇格と中国最大の経済特区となったが、工業の発展は、水力に頼る電力不足のため機械や繊維など地方消費に止まっている。以前の未開の地は、今でもその自然を生かして観光が重要な産業であり、2009年12月に政府が国際観光都市化を宣言してから、特に不動産への投資が急拡大している。

## 資源
海南島は鉱産資源も多く、鉄鉱石・錫・タングステン・金・水晶・オイルシェールなどが知られている。良質の鉄鉱石を産出する石緑鉄鉱山は内外に知られ、海洋資源も非常に豊富である。楽東県の鶯歌塩田は中国南部最大の塩田である。

## 港湾
海南島北部の海口港は、南シナ海とトンキン湾間の良港で、南端の楡林港は山がちの岬に囲まれた湾の奥に位置し、中国南部における港運・海防上きわめて重要な港のひとつである。

## 軍事
複数の軍艦を係留できる軍港、及び原子力潜水艦を格納できる地下基地（中国人民解放軍海軍潜水艦第二基地）がある。
また北東部の文昌市には軍とも関係した大型ロケット発射場、文昌衛星発射場がある。

## 交通
航空
- 海口美蘭国際空港
- 三亜鳳凰国際空港

船舶
- 広東省湛江 - 海南省海口 — 中国大陸広東省雷州半島と海南島の間の瓊州海峡を結ぶ鉄道連絡船がある。

鉄道
- 海南東環鉄道
- 海南西環高速鉄道
- 粤海線